# Тростенець (село)
Тростенець (рос. Тростенец) — село у Новооскольському районі Бєлгородської області Російської Федерації.
Населення становить 845 осіб. Входить до складу муніципального утворення Новооскольський міський округ.

## Історія
Населений пункт розташований у східній частині української суцільної етнічної території — східній Слобожанщині.
Від 2018 року органом місцевого самоврядування є Новооскольський міський округ.

## Населення
| 2002 | 2010 | 2012 | 2013 | 2014 | 2015 | 2016 |
| ---- | ---- | ---- | ---- | ---- | ---- | ---- |
| 984  | ↘845 | ↘836 | ↘835 | ↗850 | ↗874 | →874 |
| 2017 |      |      |      |      |      |      |
| ↗889 |      |      |      |      |      |      |